# Selamectin
Selamectin (tên thương mại Revolution, Strongkeep) là một loại thuốc diệt ký sinh trùng và thuốc chống giun sán được sử dụng trên chó và mèo, được phân phối bởi Zoetis, một công ty con của Pfizer trước đây. Nó điều trị và ngăn ngừa nhiễm trùng giun tim, bọ chét, ve tai, sarcoptic (ghẻ) và một số loại ve ở chó, và ngăn ngừa giun tim, bọ chét, ve tai, giun móc và giun tròn ở mèo. Nó có cấu trúc liên quan đến ivermectin và milbemycin. Selamectin không được chấp thuận cho sử dụng của con người.

## Sử dụng
Thuốc được dùng tại chỗ. Nó là cồn isopropyl dựa trên, đóng gói theo kích cỡ liều lượng khác nhau của nó và áp dụng mỗi tháng một lần. Nó không thể trộn lẫn trong nước.

## Phương thức tác động
Selamectin vô hiệu hóa ký sinh trùng bằng cách kích hoạt các kênh chloride glutamate ở khớp thần kinh cơ. Selamectin kích hoạt kênh chloride mà không khử mẫn cảm, cho phép các ion chloride xâm nhập vào các tế bào thần kinh và gây tê liệt thần kinh cơ, suy yếu cơ bắp và tử vong cuối cùng.
Các chất chống lại nhiễm ký sinh trùng bên trong và bề mặt. Hấp thụ vào cơ thể thông qua da và nang lông, nó đi qua dòng máu, ruột và tuyến bã nhờn; ký sinh trùng ăn thuốc khi chúng hút máu động vật.

## Tác dụng phụ
Selamectin đã được tìm thấy là an toàn và hiệu quả trong một đánh giá năm 2003.

## Sản phẩm tương tự
Các sản phẩm đối thủ chính cho chó bao gồm ivermectin (tên thương mại Stromectol, Ivermec và những người khác) hoặc oxim milbemycin (Interceptor) cho heartworms, imidacloprid và moxidectin (Advantage), Fipronil (Frontline) hoặc lufenuron (Chương trình) cho bọ chét, hoặc sự kết hợp oxim milbemycin/lufenuron (Sentinel) cho cả hai.